# Портрет Якова Петровича Кульнева
«Портрет Якова Петровича Кульнева» — картина Джорджа Доу и его мастерской, из Военной галереи Зимнего дворца.
Картина представляет собой погрудный портрет генерал-майора Якова Петровича Кульнева из состава Военной галереи Зимнего дворца.
К началу Отечественной войны 1812 года генерал-майор Кульнев был шефом Гродненского гусарского полка, прикрывал отступление отдельного пехотного корпуса П. Х. Витгенштейна и погиб в сражении под Клястицами.
Изображён в доломане Гродненского гусарского полка, введённом в 1809 году, на плечи наброшен ментик. Через плечо переброшена лядуночная перевязь с Анненской лентой под ней. Слева на груди звезда ордена Св. Анны 1-й степени; на шее кресты орденов Св. Георгия 3-го класса, Св. Владимира 3-й степени и прусского Pour le Mérite; по борту мундира крест ордена Св. Владимира 3-й степени; справа на ментике серебряная медаль «В память Отечественной войны 1812 года» на Андреевской ленте (она изображена ошибочно, погибший в начале войны Кульнев её получить не успел). Подпись на раме: Я. П. Кульневъ, Генералъ Маіоръ.
7 августа 1820 года Комитетом Главного штаба по аттестации Кульнев был включён в список «генералов, заслуживающих быть написанными в галерею» и 4 сентября 1820 года император Александр I приказал написать его портрет. Поскольку Кульнев погиб в 1812 году, то художник в работе воспользовался портретом-прототипом. Гонорар Доу был выплачен 1 июля 1822 года. Готовый портрет поступил в Эрмитаж 7 сентября 1825 года.
В 1840-е годы с галерейного портрета была сделана литография П. Петита с рисунка В. Долле, опубликованная в книге «Император Александр I и его сподвижники» и впоследствии неоднократно репродуцированная. В части тиража напечатана отличающаяся в деталях литография мастерской И. П. Песоцкого по рисунку И. А. Клюквина.
Хранитель британской живописи в Эрмитаже Е. П. Ренне выдвинула версию о том, что в качестве портрета-прототипа Доу мог использовать гравюру Ф. Вендрамини по рисунку Л. де Сент-Обена, датированную июнем 1813 года и опубликованную в том же году; один из отпечатков этой гравюры есть в собрании Эрмитажа (бумага, гравюра пунктиром, 27 × 21 см, инвентарный № ЭРГ-564). Эта гравюра отличается от галерейного портрета другим поворотом фигуры и известна в нескольких вариантах.
Существует ещё одна гравюра работы К. Анисимова, она значительно ближе портрету Доу, эта гравюра также известна в нескольких вариантах, датируемых 1-й четвертью XIX века; один из них есть в коллекции Эрмитажа (бумага, гравюра пунктиром и резцом, офорт, 39,5 × 29 см, инвентарный № ЭРГ-248).
Кроме этих гравюр известно три композиционно близких живописных портрета Я. П. Кульнева, все работы неизвестных художников.
Самый ранний из них по времени создания находится в собрании Государственного мемориального музея А. С. Суворова (холст, масло, 62 × 49 см, инвентарный № Ж-197). Кульнев изображён в доломане и ментике Белорусского гусарского полка. Предположительно портрет создан в Санкт-Петербурге зимой 1809—1810 гг. Репродукция воспроизведена в книге А. А. Подмазо о Военной галерее, местонахождение неоднократно было ошибочно указано как музей-панорама «Бородинская битва», хотя фактически портрет там лишь находился на хранении в 1966—1995 гг., а ныне возвращён в музей Суворова.
Другой портрет, копия предыдущего, с надписью на обороте: «Генералъ ма: Я.Кульневъ 1810. Ма:11», находится в собрании Государственного исторического музея. На нём несколько отличается расположение наград и элементы обмундирования. 
Третий портрет находится в собрании Эрмитажа и датируется 1810-ми годами (холст, масло, 83 × 67 см, инвентарный № 3294). На нём Кульнев ошибочно изображён с шейным крестом и нагрудной звездой ордена Св. Владимира 2-й степени — Кульнев был представлен к ордену, но награждён за гибелью не был.

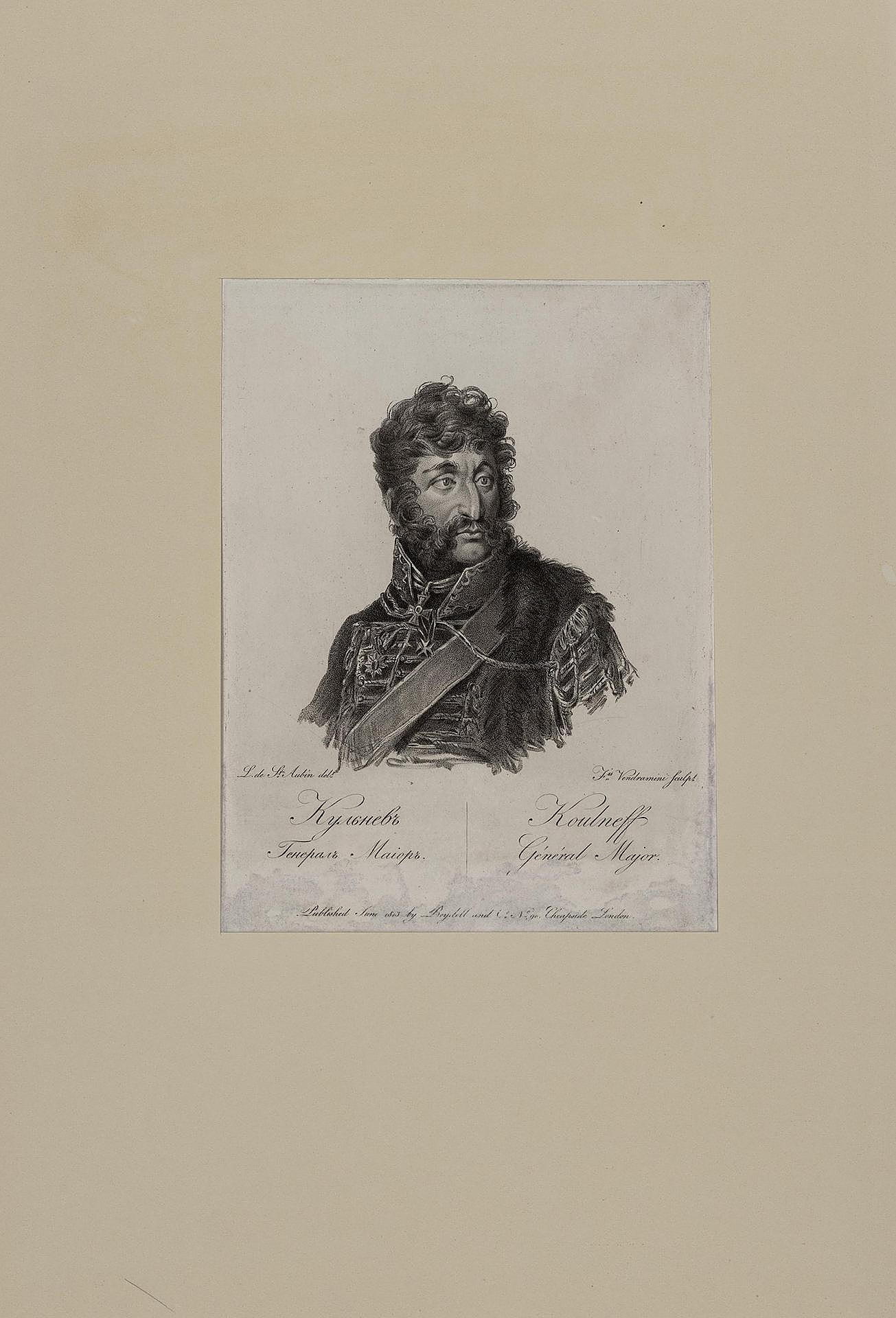
Гравюра Ф. Вендрамини по рисунку Л. Де Сент-Обена. Эрмитаж
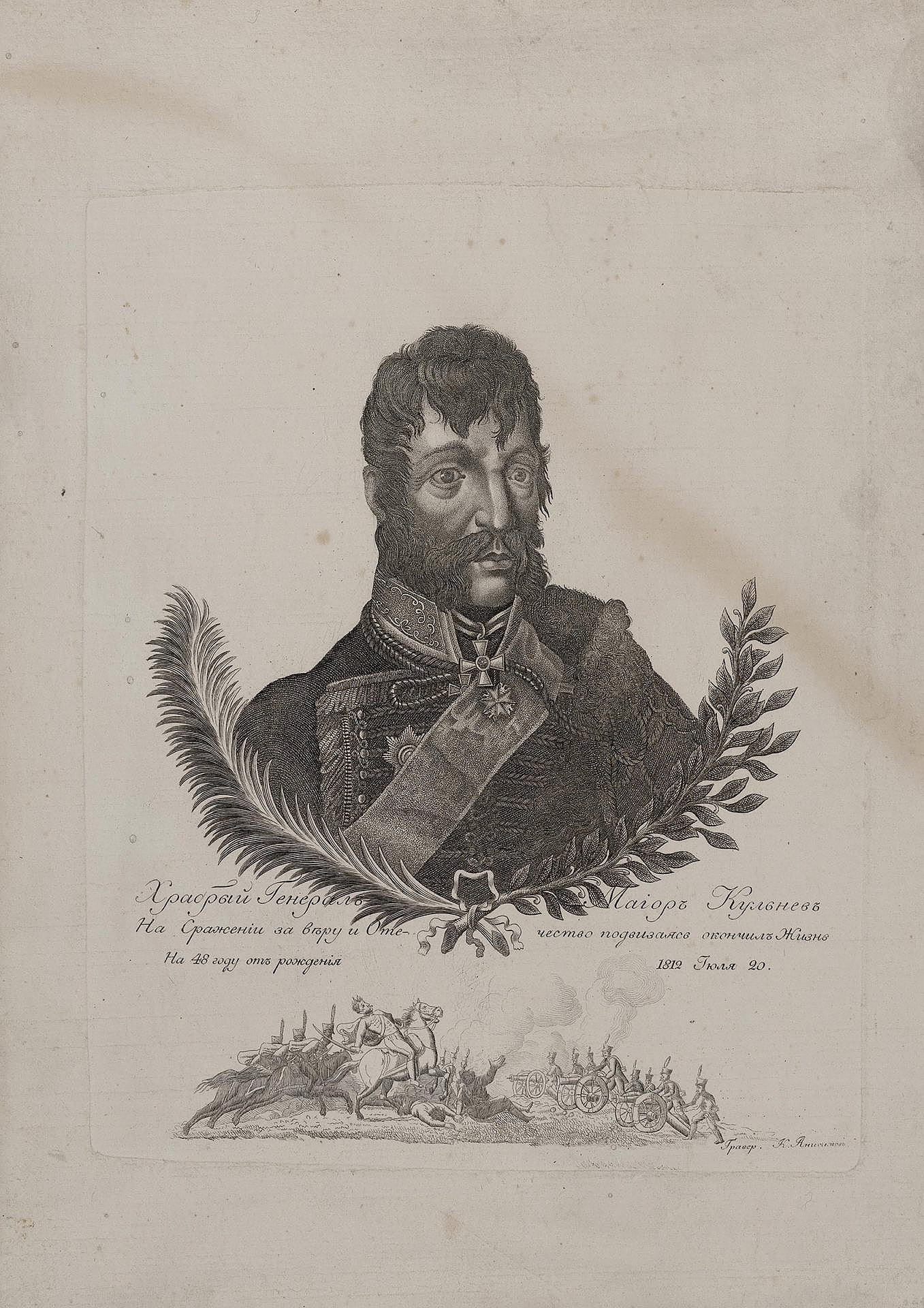
Гравюра К. Анисимова. Эрмитаж
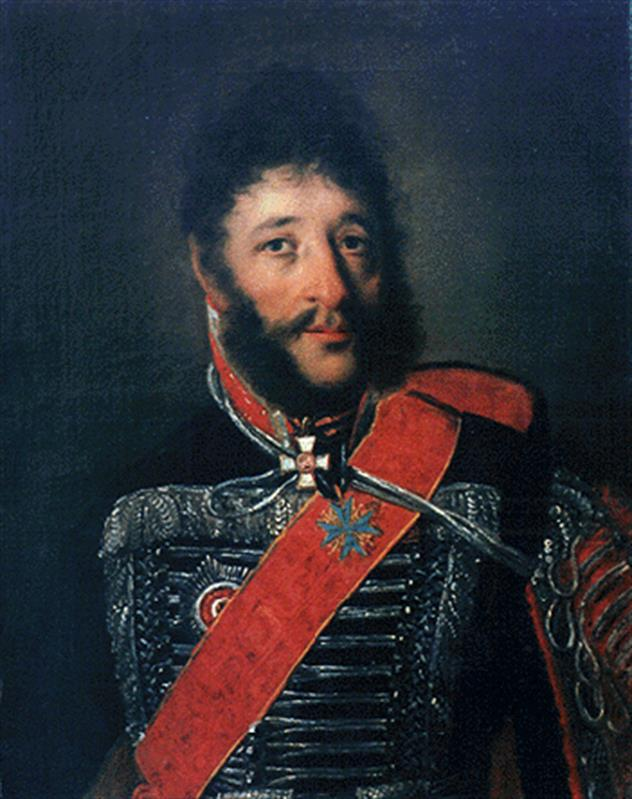
Портрет работы неизвестного художника. Государственный мемориальный музей А. В. Суворова